# Mecynotarsus serricornis
Mecynotarsus serricornis är en skalbaggsart som först beskrevs av Georg Wolfgang Franz Panzer 1796.  Mecynotarsus serricornis ingår i släktet Mecynotarsus, och familjen kvickbaggar. Arten har ej påträffats i Sverige.